# 埃米爾·史密斯·羅
伊美·史密斯·路維（英語：Emile Smith Rowe，2000年7月28日—）是一名英格蘭職業足球員，出身於阿仙奴青訓系統，現時效力英格兰足球超级联赛球會富咸以及英格蘭足球代表隊。其擅於無球跑動走位，並在2021年間身價上漲三千五百萬歐元，成為英格蘭名聲顯赫的進攻中場之一。
於效力阿仙奴青年隊8年後，史密夫·路於2018年9月首次為一線隊上陣，其後因上陣機會不多，先後於2019年1月被外借至德國足球甲級聯賽球會RB萊比錫和於2020年1月被外借至英格蘭冠軍足球聯賽球會哈德斯菲尔德。2020-21賽季，他開始成為球隊正選球員，並於2021年7月簽下5年新約。
史密夫·路曾代表英格蘭各階青年隊上陣，於英格蘭 U17時贏得2017年國際足協U-17世界盃。

## 球會生涯

### 阿仙奴
2010年，史密斯·路維於10歲時加入阿仙奴的青年隊。2016-17賽季，他在16歲時首次為阿仙奴 U23梯隊上陣，並於次季為U23隊上陣11次。
2018年7月，史密斯·路維跟隨一線隊前往新加坡參加季前熱身賽，於2018年國際冠軍盃對陣馬德里體育會的比賽中攻入1球，最終雙方以1比1打成平手。7月27日，他在對陣巴黎聖日耳門的比賽中交出1次助攻，助球隊以5比1勝出
2018年7月31日，史密斯·路維簽下首份職業合同，合約年期並沒有透露，據報為簽下5年的合約，領隊烏奈·埃梅里指史密斯·路維有「巨大的潛能」。9月20日，他在欧足联欧洲联赛主勝禾斯克拉4比2的比賽中後備入替，首次代表一線隊於正式比賽上陣，成為首位於2000年或之後出生並代表阿仙奴上陣的球員。10月4日，史密斯·路維在對陣卡拉巴克的欧足联欧洲联赛比賽中攻入1球，助球隊作客3比0勝出，成為首位於2000年或之後出生而入球的阿仙奴球員。
2021年5月9日，史密斯·路維在球隊以3比1擊敗西布朗的比賽中踢進了在英超的第一個進球。

### RB萊比錫（外借）
2019年1月31日，史密斯·路維被外借至德國足球甲級聯賽球會RB萊比錫，直至賽季完結。

### 哈德斯菲爾德（外借）
2020年1月10日，史密斯·路維被外借至英格蘭冠軍足球聯賽球會哈德斯菲尔德，直至賽季完結。

### 2020-21賽季：返回阿仙奴
2021年5月9日，史密斯·路維於主勝西布朗3比1的比賽中，攻入首個英超入球。5月12日，他於客勝車路士1比0的比賽中，攻入全場唯一的入球，助球隊自2003-04賽季後，首次於聯賽雙殺對手。
2021年7月22日，史密斯·路維與球會續約，改穿10號球衣。

### 富勒姆
2024年8月2日，史密斯·罗以5年合同加盟富勒姆，转会费据报道为2700万英镑，外加700万英镑的附加条款。

## 國家隊生涯
史密斯·路維曾代表英格蘭 U16至英格蘭 U18的國家隊上陣。2017年10月，他隨隊參加2017年國際足協U-17世界盃，並贏得冠軍。
史密斯·罗于2021年11月首次被召入英格兰国家足球队，准备参加对阵阿尔巴尼亚国家足球队和圣马力诺国家足球队的2022年世界杯预选赛比赛。 他在对阵阿尔巴尼亚的5-0胜利中，于第77分钟替换拉希姆·斯特林上场，完成了他的国家队首秀。 在2021年11月15日英格兰客场10-0大胜圣马力诺的比赛中，史密斯·罗在第58分钟打入了他的首个国际进球。
2023年6月14日，史密斯·罗入选了英格兰U21队，参加2023年欧洲U-21足球锦标赛。英格兰队以1-0战胜西班牙U21国家足球队，夺得冠军，史密斯·罗在决赛中首发出场。

## 生涯統計
截至2018年9月20日
| 球會                 | 賽季        | 聯賽               | 聯賽 | 聯賽 | 足總盃 | 足總盃 | 聯賽盃 | 聯賽盃 | 其他 | 其他 | 總計 | 總計 |
| 球會                 | 賽季        | 聯賽               | 出場 | 入球 | 出場   | 入球   | 出場   | 入球   | 出場 | 入球 | 出場 | 入球 |
| -------------------- | ----------- | ------------------ | ---- | ---- | ------ | ------ | ------ | ------ | ---- | ---- | ---- | ---- |
| 阿仙奴               | 2018-19賽季 | 英格蘭足球超級聯賽 | 0    | 0    | 0      | 0      | 2      | 1      | 4    | 2    | 6    | 3    |
| 阿仙奴               | 2019-20賽季 | 英格蘭足球超級聯賽 | 2    | 0    | 0      | 0      | 1      | 0      | 3    | 0    | 6    | 0    |
| 阿仙奴               | 阿仙奴總計  | 阿仙奴總計         | 2    | 0    | 0      | 0      | 3      | 1      | 7    | 2    | 12   | 3    |
| RB萊比錫（外借）     | 2018-19賽季 | 德國甲組足球聯賽   | 3    | 0    | 0      | 0      | —      | —      | 0    | 0    | 3    | 0    |
| 哈德斯菲尔德（外借） | 2019-20賽季 | 英格蘭足球冠軍聯賽 | 18   | 2    | 0      | 0      | 0      | 0      | 0    | 0    | 18   | 2    |
| 生涯總計             | 生涯總計    | 生涯總計           | 23   | 2    | 0      | 0      | 3      | 1      | 7    | 2    | 33   | 5    |

1. 1 2  於欧足联欧洲联赛出場

## 榮譽

### 俱樂部
兵工廠
- 英格蘭社區盾冠軍：2020年[31]、2023年[32]

### 國家隊
英格蘭U17
- 國際足協U-17世界盃：2017年[33]

 英格蘭U21
- U21歐洲國家盃冠軍: 2023[34]

## 外部連結
- Soccerway資料庫：埃米爾·史密斯·羅